# Mario Cervantes
Mario Cervantes Gómez (Santiago de Chile) es un pianista concertista chileno, titulado superior de la École Normale de Musique de Paris Alfred Cortot.

## Biografía
Cervantes inició sus estudios musicales en Santiago, en la Facultad de Artes de la Universidad de Chile. Dentro de sus maestros en Chile figuran Elisa Alsina, Elvira Savi (Premio Nacional de Arte 1998), Cirilo Vila (Premio Nacional de Arte 2004); y en Europa, los pianistas Jacques Lagarde y France Clidat (Premio Franz Liszt Budapest). Obtiene en Europa la especialidad de Pianista Concertista y la de Enseñanza Superior de Piano. Es invitado a formar parte del jurado de importantes Concursos Internacionales de Piano en Europa y América Latina.
Durante el año 2007 Mario Cervantes lanza su primer disco con obras de Beethoven y Liszt, además de fundar con el respaldo de la Agencia Internacional de Música "Maison de l´Europe", el Conservatorio de Música Serguéi Prokófiev en la ciudad de Viña del Mar, Chile, en el cual se desempeña como director general y docente de la cátedra de Piano.

## Premios
Dentro de sus galardones se encuentran el primer lugar en el Concurso Internacional "Claudio Arrau" (Chile 1993); Primer lugar en el Concurso Internacional "Santa Cecilia" (Chile 1995); Finalista y Tercera Mención en el Concurso Internacional de Piano "Amadeo Roldán" (Cuba 1999); Medalla de Plata en el Concurso Internacional Tributo a Bach ArtLivre (Brasil 2000).

## Recitales
Ha ofrecido recitales como solista y camarista en teatros y salones de gran importancia nacional e internacional, siendo elogiado por la prensa especializada en ciudades como París, Roma, Londres, Dublín, Estrasburgo, Narbona, Groninga, Mendoza, São Paulo, Guayaquil, Santiago, Viña del Mar, entre otros. Cervantes se encuentra permanentemente realizando giras de conciertos en América Latina y Europa, destacando entre éstas su participación como solista junto a las orquestas sinfónicas de Guayaquil, Cuenca y Loja, en Ecuador, así como su reciente gira 2008 de recitales por Europa.